# 球磨川駅
球磨川駅（くまがわえき）は、熊本県八代市松江町にあった運輸省（日本国有鉄道の前身）鹿児島本線（貨物支線）の駅（貨物駅。廃駅）である。

## 歴史
当駅は、九州鉄道が設置した（初代）八代駅である。しかし、官設鉄道が延伸する人吉方面への鉄道路線（現在の肥薩線）の分岐に不便な位置にあったことから、1908年（明治41年）に現在地に移転された。その際、旧線を新線扱いで貨物支線とし、（初代）八代駅の跡地に設置されたのが当駅である。駅は1945年（昭和20年）に八代駅構内に併合されて廃止となったが、施設自体は1989年（平成元年）まで存続した。

### 年表
- 1896年（明治29年）11月21日：九州鉄道が（初代）八代駅として設置[1]。
- 1907年（明治40年）7月1日：九州鉄道が国有化[1]。
- 1908年（明治41年）6月1日：八代駅が現在地に移転。（新）八代駅 - 当駅間を新線扱いの貨物支線とし、球磨川荷扱所として設置。貨物のみ取り扱い[1]。
- 1912年（明治45年）7月11日：荷物の取扱いを開始。球磨川駅に改称[1]。
- 1945年（昭和20年）6月10日：貨物支線廃止により廃駅となる。八代駅に併合され、同駅の構内側線となる[1]。
- 1989年（平成元年）11月12日：構内側線廃止。

## 跡地
球磨川駅地区土地区画整理事業が施行され、出町公園などが整備された。同公園内には駅があったことを知らせる説明板があり、国鉄C57形蒸気機関車の動輪の展示が行われている。

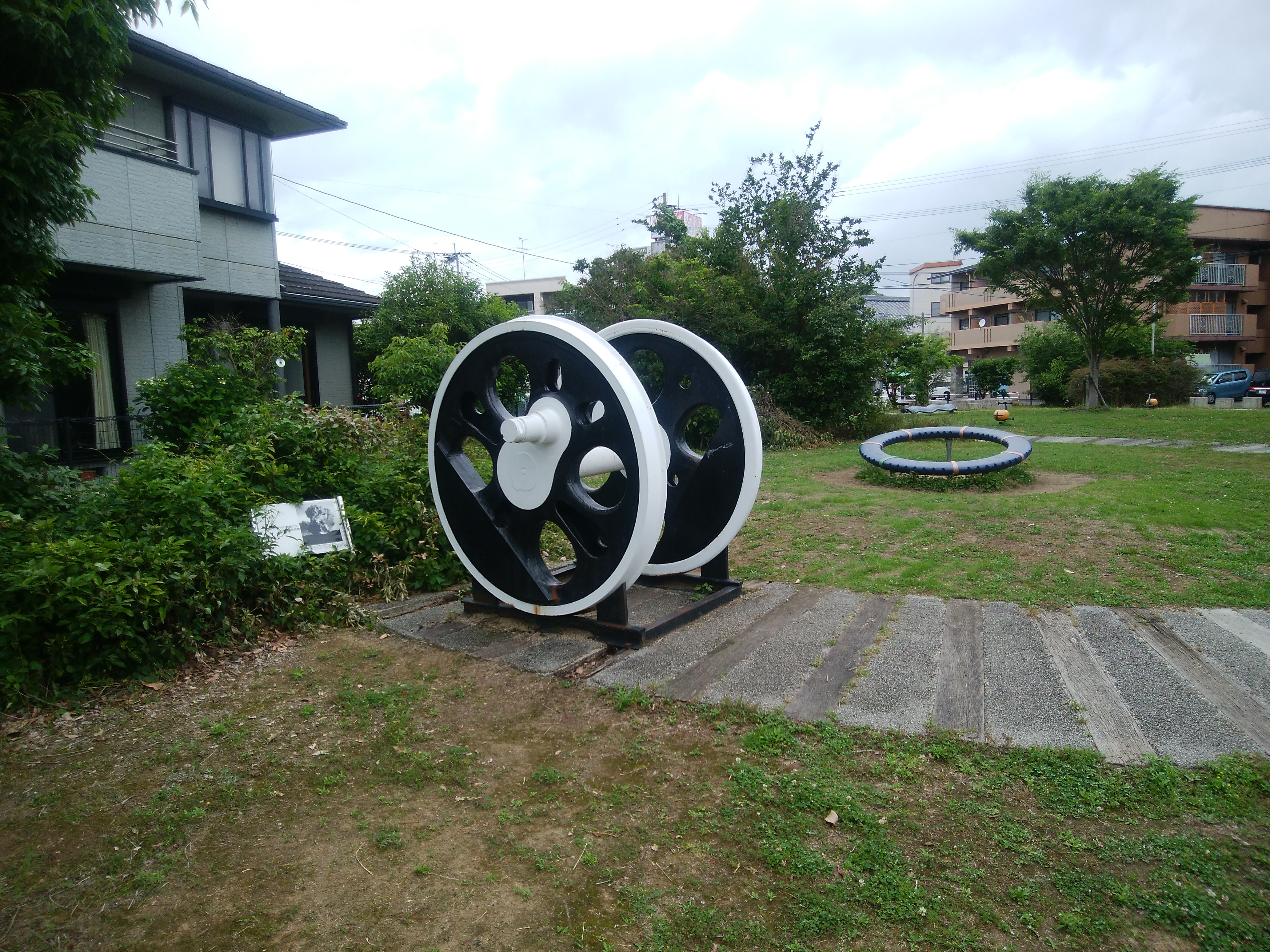
出町公園に保存されているC57 169の動輪（2018年5月）

## 隣の駅
運輸省
鹿児島本線（貨物支線）
八代駅 - （貨）球磨川駅